# Anemopaegma arvense
Anemopaegma arvense là một loài thực vật có hoa trong họ Chùm ớt. Loài này được (Vell.) Stellfeld ex De Souza mô tả khoa học đầu tiên năm 1945.